# Borics Gyula
Borics Gyula (Feled, 1927. december 16. – 2003) magyar  politikus, jogász, tanító.

## Életpályája
Tanítóképzőt végzett. 1947-ben belépett az MKP-ba. 1948 és 1950 között tanárként dolgozott. Később az MDP, majd pedig az MSZMP tagja volt. 1950-től járt az ELTE Állam és Jogtudományi Karára, ahol jogi végzettséget szerzett. 1953-tól a Pedagógus Szakszervezet politikai munkatársa volt. 1956 után bírói beosztásokban dolgozott. 1963. május 30. és 1972. november 8. között az MSZMP KB Közigazgatási és Adminisztratív Osztály politikai munkatársa, ezt követően 1972. novembertől az igazságügyi alosztály vezetője, majd osztályvezető-helyettes volt. 1980-tól 1989-ig az Igazságügy-minisztérium államtitkára.

## Díjai, elismerései
- Munka Érdemrend ezüst fokozat (1972)[3]
- Munka Érdemrend arany fokozat (1976)[4]
- Szocialista Magyarországért Érdemrend (1986)[5]
- Magyar Köztársaság babérkoszorúval ékesített Zászlórendje (1989)[6]

## Forrás
- mtva.hu (fényképpel illusztrálva)
- neb.hu